# Campionati del mondo di ciclismo su strada 1966

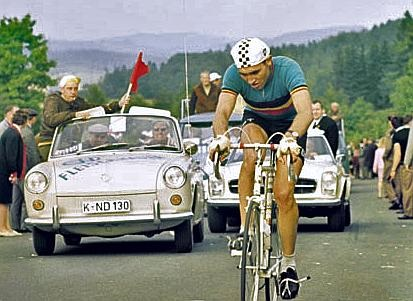
Il ciclista Eddy Merckx nell'ultimo tratto della gara

I Campionati del mondo di ciclismo su strada 1966 si disputarono sul circuito del Nürburgring, in Germania Ovest.
Furono assegnati tre titoli:
- Prova in linea Donne, gara di 46,600 km
- Prova in linea Uomini Dilettanti, gara di 182,400 km
- Cronometro a squadre Uomini Dilettanti, gara di 100 km
- Prova in linea Uomini Professionisti, gara di 273,720 km

## Storia
L'edizione del 1966 vedeva come principali pretendenti al titolo il tedesco Rudi Altig, argento nel 1965, i francesi Jacques Anquetil e Raymond Poulidor e la selezione italiana con Felice Gimondi, Gianni Motta, Michele Dancelli e Franco Bitossi. All'inizio dell'ultimo giro si formò un gruppo in testa alla corsa, tra cui otto sembravano essere i favoriti alla vittoria - i favoriti della vigilia Gimondi, Motta, Zilioli, Anquetil e Poulidor, cui si aggiungevano Jean Stablinski e i belgi Martin Van Den Bossche ed Eddy Merckx. Dal gruppo principale si staccò Altig che, spinto dal tifo del pubblico di casa, si lanciò all'inseguimento dei fuggitivi che raggiunse e superò, arrivando solo al traguardo. Altig fu favorito nella sua azione dalla collaborazione dell'ingenuo francese Lucien Aimar, che favorì il rientro del tedesco nel gruppo in cui vi erano i due suoi capitani. Su settantaquattro corridori partiti, ventidue conclusero la prova.
Evert Dolman riportò il titolo dilettanti ai Paesi Bassi dieci anni dopo la vittoria di Frans Mahn nel 1956, mentre la cronometro a squadre fu vinta dalla Danimarca. Tra le donne tornò alla vittoria la belga Yvonne Reynders, al quarto titolo mondiale.

## Medagliere
| Pos.   | Nazione          | Oro | Argento | Bronzo | Totale |
| ------ | ---------------- | --- | ------- | ------ | ------ |
| 1      | Paesi Bassi      | 1   | 2       | 0      | 3      |
| 2      | Danimarca        | 1   | 0       | 1      | 2      |
| 3      | Germania Ovest   | 1   | 0       | 0      | 1      |
| 3      | Belgio           | 1   | 0       | 0      | 1      |
| 5      | Francia          | 0   | 1       | 1      | 2      |
| 6      | Regno Unito      | 0   | 1       | 0      | 1      |
| 7      | Italia           | 0   | 0       | 1      | 1      |
| 7      | Unione Sovietica | 0   | 0       | 1      | 1      |
| Totale | Totale           | 4   | 4       | 4      | 12     |

## Sommario degli eventi
| Eventi                        | Oro                                          | Tempo                      | Argento                                        | Tempo | Bronzo                                     | Tempo   |
| Uomini Professionisti         |                                              |                            |                                                |       |                                            |         |
| Gara in linea dettagli        | Rudi Altig Germania Ovest                    | 7h21'10" Media 36,401 km/h | Jacques Anquetil Francia                       | s.t.  | Raymond Poulidor Francia                   | s.t.    |
| Uomini Dilettanti             |                                              |                            |                                                |       |                                            |         |
| Gara in linea dettagli        | Evert Dolman Paesi Bassi                     | 4h59'43"                   | Leslie West Regno Unito                        | ?     | Willy Skibby Danimarca                     | ?       |
| Cronometro a squadre dettagli | Danimarca Blaudzun, Hansen, Hojlund, Wisborg | 2h09'03"                   | Paesi Bassi Beugels, Groen, Steevens, Wagtmans | a 24" | Italia Benfatto, Dalla Bona, Denti, Guerra | a 1'02" |
| Donne                         |                                              |                            |                                                |       |                                            |         |
| Gara in linea dettagli        | Yvonne Reynders Belgio                       | ?                          | Keetie Hage Paesi Bassi                        | ?     | Ajno Puronen Unione Sovietica              | ?       |